# Brujeria
A Brujeria (jelentése: boszorkányság, IPA: bɾuxeˈɾi.a) amerikai grindcore/death/groove metálegyüttes.

## Története
1989-ben alakult meg Los Angelesben. Első nagylemezük 1993-ban jelent meg. Szövegeik témái a sátánizmus, keresztényellenesség, szex, bevándorlás, a drogcsempészet és a politika. Csak spanyol nyelven énekelnek. Lemezkiadóik: Koolarrow Records, Nuclear Blast Records, Roadrunner Records.

## Tagok
- Juan Brujo – ének (1989–)
- Fantasma – basszusgitár, ének (1989–)
- Hongo – basszusgitár, gitár (1989–)
- Pinche Peach – sample, ének (1989–)
- El Sangrón – ének (2014–)
- El Criminal – gitár (2015–)
- Hongo Jr. – dob (2002–2005, 2016–)
- La Bruja Encabronada – ének (2017–)

Korábbi tagok
- Hozicón Jr. – további ének (1989–1992)
- Güero Sin Fe – basszusgitár (1989–2002)
- Asesino – gitár (1989–2005)
- Greñudo – dob (1993–2002)
- Cristo de Pisto – gitár (2000)
- Maldito X – ének (2001)
- Pititis – gitár, ének (2004–2016)
- El Cynico – basszusgitár, gitár, ének (2006–2016)
- El Angelito – dob (2006)
- El Podrido – dob (2006–2014)
- El Clavador – dob (2012–2014)

## Diszkográfia
- Matando Güeros (1993)
- Raza Odiada (1995)
- Brujerizmo (2000)
- Pocho Aztlan (2016)